# استيبان خوسيه هيريرا
استيبان خوسيه هيريرا (بالإسبانية: Esteban Herrera)‏ (9 مارس 1981 في الأرجنتين - ) هو لاعب كرة قدم أرجنتيني في مركز الهجوم. شارك مع منتخب الأرجنتين تحت 20 سنة لكرة القدم. أما مع النوادي، فقد لعب مع أوفي كريت وبوكا جونيورز وتشاكاريتا جيونيورز ونادي لوكيزي ونادي مسينا وتاليريس كوردوبا وVeria F.C. ‏ وديبورتيفو نوبلينس ‏ وميترا كوكار ‏ وكورونل بولوجنسي ونادي إيراكليس وسبورتيفو إيطاليانو ‏.

## وصلات خارجية
- استيبان خوسيه هيريرا على موقع الاتحاد الدولي (مؤرشف)  (الإنجليزية)
- استيبان خوسيه هيريرا على موقع Soccerway.com (الإنجليزية)